# Liste des monuments historiques de Zonhoven
Cette page regroupe l'ensemble des monuments classés de la ville belge de Zonhoven.
| Objet                                       | Statut du classement? | Année de construction/architecte | Section communale | Adresse             | Coordonnées                      | Numéro d'inventaire | Illustration                                |
| ------------------------------------------- | --- | -------------------------------- | ----------------- | ------------------- | -------------------------------- | ------------------- | ------------------------------------------- |
| (nl) Boswachtershuisje                      | |                                  | Zonhoven          | Vrunstraat          | 51° 00′ 06″ nord, 5° 19′ 11″ est | 22525               | (nl) Boswachtershuisje                      |
| (nl) Tuinierswoning                         | |                                  | Zonhoven          | Vrunstraat          | 51° 00′ 05″ nord, 5° 19′ 09″ est | 22526               | (nl) Tuinierswoning                         |
| (nl) L-vormige hoeve                        | |                                  | Zonhoven          | Bruinstraat 26      | 51° 00′ 19″ nord, 5° 21′ 37″ est | 23200               | (nl) L-vormige hoeve                        |
| (nl) Parochiekerk Sint-Quintinus            | OL000655: monument (paalsteen) (1938) · OL000809: monument (toren met doopvont + voorgevel) (1949) · OL001058: monument (1983) |                                  | Zonhoven          | Dorpsstraat         | 50° 59′ 29″ nord, 5° 22′ 05″ est | 23204               | (nl) Parochiekerk Sint-Quintinus            |
| (nl) Huis De Franse Kroon                   | OL001176: dorpsgezicht (omgeving) (1987) · OL001275: monument (1987)                                                           |                                  | Zonhoven          | Dorpsstraat 53      | 50° 59′ 41″ nord, 5° 22′ 05″ est | 23205               | (nl) Huis De Franse Kroon                   |
| (nl) Voormalig gemeentehuis                 | OL000810: monument (voorgevel) (1949) · OL001059: monument (1983)                                                              |                                  | Zonhoven          | Dorpsstraat         | 50° 59′ 28″ nord, 5° 22′ 04″ est | 23206               | (nl) Voormalig gemeentehuis                 |
| (nl) Woning, breedhuis                      | |                                  | Zonhoven          | Dorpsstraat 23      | 50° 59′ 34″ nord, 5° 22′ 04″ est | 23209               | (nl) Woning, breedhuis                      |
| (nl) Classicistische woning van 1767        | OL002103: monument (2005) |                                  | Zonhoven          | Dorpsstraat 40      | 50° 59′ 34″ nord, 5° 22′ 06″ est | 23210               | (nl) Classicistische woning van 1767        |
| (nl) Kapel Onze-Lieve-Vrouw-van-Ten-Eikenen | OL000847: monument (1971) · OL000848: landschap (omgeving) (1971)                                                              |                                  | Zonhoven          | Eikenenweg 43       | 51° 00′ 11″ nord, 5° 21′ 51″ est | 23211               | (nl) Kapel Onze-Lieve-Vrouw-van-Ten-Eikenen |
| (nl) Hoeve met woonhuis                     | |                                  | Zonhoven          | Eikenenweg 37       | 51° 00′ 10″ nord, 5° 21′ 49″ est | 23212               | (nl) Hoeve met woonhuis                     |
| (nl) Onze-Lieve-Vrouwekapel                 | |                                  | Zonhoven          | Halveweg            | 50° 59′ 25″ nord, 5° 20′ 51″ est | 23214               | (nl) Onze-Lieve-Vrouwekapel                 |
| (nl) L-vormige hoeve                        | |                                  | Zonhoven          | Heuveneindeweg 9    | 50° 58′ 56″ nord, 5° 22′ 00″ est | 23216               | (nl) L-vormige hoeve                        |
| (nl) Langgestrekte hoeve                    | |                                  | Zonhoven          | Hortstraat 14       | 50° 59′ 57″ nord, 5° 20′ 47″ est | 23217               | (nl) Langgestrekte hoeve                    |
| (nl) Semi-gesloten hoeve                    | |                                  | Zonhoven          | Hortweidenweg 75    | 51° 00′ 01″ nord, 5° 21′ 05″ est | 23218               | (nl) Semi-gesloten hoeve                    |
| (nl) Onze-Lieve-Vrouwekapel van 1790        | OL000939: monument (1978) · OL000940: dorpsgezicht (Kapelhof) (1978)                                                           |                                  | Zonhoven          | Kapelhof            | 50° 59′ 14″ nord, 5° 22′ 03″ est | 23220               | (nl) Onze-Lieve-Vrouwekapel van 1790        |
| (nl) Villa Sprookje                         | |                                  | Zonhoven          | Klapstraat 4        | 50° 59′ 10″ nord, 5° 22′ 13″ est | 23221               | (nl) Villa Sprookje                         |
| (nl) Villa Cortenshof                       | |                                  | Zonhoven          | Klapstraat 10       | 50° 59′ 09″ nord, 5° 22′ 16″ est | 23222               | (nl) Villa Cortenshof                       |
| (nl) Onze-Lieve-Vrouwekapel van 1753        | |                                  | Zonhoven          | Kleine Hemmenweg    | 50° 59′ 48″ nord, 5° 22′ 25″ est | 23223               | (nl) Onze-Lieve-Vrouwekapel van 1753        |
| (nl) Watermolen                             | |                                  | Zonhoven          | Korenmolenweg 36    | 50° 59′ 41″ nord, 5° 24′ 12″ est | 23224               | (nl) Watermolen                             |
| (nl) Langgestrekte hoeve                    | |                                  | Zonhoven          | Kriekelstraat 9     | 51° 00′ 05″ nord, 5° 20′ 56″ est | 23225               | (nl) Langgestrekte hoeve                    |
| (nl) Hoeve losse bestanddelen               | |                                  | Zonhoven          | Molenschansweg 1    | 50° 59′ 11″ nord, 5° 23′ 50″ est | 23226               | (nl) Hoeve losse bestanddelen               |
| (nl) Watermolen                             | |                                  | Zonhoven          | Oppelsenweg z.nr.   | 50° 59′ 31″ nord, 5° 23′ 10″ est | 23229               | (nl) Watermolen                             |
| (nl) Langgestrekte hoeve                    | |                                  | Zonhoven          | Schavert 5          | 50° 59′ 21″ nord, 5° 20′ 44″ est | 23231               | (nl) Langgestrekte hoeve                    |
| (nl) Onze-Lieve-Vrouwekapel van 1844        | |                                  | Zonhoven          | Zavelstraat         | 50° 59′ 42″ nord, 5° 21′ 34″ est | 23232               | (nl) Onze-Lieve-Vrouwekapel van 1844        |
| (nl) De Holsteen                            | OL001175: landschap (1967) |                                  | Zonhoven          | Holsteenweg         | 50° 59′ 45″ nord, 5° 25′ 01″ est | 84272               | (nl) De Holsteen                            |
| (nl) Vranckenschans of Donckeschans         | OL001004: monument (wal + grachten) (1981) · OL001005: dorpsgezicht (omgeving) (1981)                                          |                                  | Zonhoven          | Vrankenschansweg 16 | 50° 58′ 45″ nord, 5° 20′ 19″ est | 200331              | (nl) Vranckenschans of Donckeschans         |

## Ander beschermd onroerend erfgoed dans la ville de
| Object                          | Erfgoedstatus              | Bouwjaar/architect  | Deelgemeente | Adres                                              | Coördinaten | Afbeelding                      |
| ------------------------------- | -------------------------- | ------------------- | ------------ | -------------------------------------------------- | ----------- | ------------------------------- |
| Ballewijers - Slangebeekbronnen | OL000072: landschap (1984) | Niet van toepassing | Zonhoven     | Holsteenweg - Manerikweg Molenschansweg - Molenweg |             | Ballewijers - Slangebeekbronnen |
| Het Welleke                     | OL000073: landschap (1981) | Niet van toepassing | Zonhoven     | Basveldweg - Ballewijerweg                         |             | Het Welleke                     |
| De Molenheide                   | OL001085: landschap (1995) | Niet van toepassing | Zonhoven     |                                                    |             | De Molenheide                   |